# Manuel Belnicoff
Manuel Belnicoff (Buenos Aires, 21 de septiembre de 1906-Buenos Aires, 23 de agosto de 1978) fue un político y escritor argentino, que además se desempeñó como productor teatral. Perteneció a la Unión Cívica Radical, partido por el que fue electo en tres ocasiones diputado nacional, entre otros cargos.  

## Biografía
Militante desde su juventud en la Unión Cívica Radical (UCR), Belnicoff comenzó su carrera escribiendo guiones teatrales, traducciones de obras extranjeras, que después se encargaría él mismo de producir. Su interés político nacido a partir de las cuestiones culturales lo llevó a militar y afiliarse a la UCR, ocupando sus primeros cargos partidarios en las delegaciones radicales de la Capital Federal. Entre 1939 y 1941 se desempeñó como concejal.
Fue activo participante del diario «El Radical» entre 1943 y 1946, del cual fue subdirector.
La primera vez que fue electo diputado fue para el mandato 1952 a 1955 representando a la Capital Federal por la Unión Cívica Radical, y nuevamente entre 1958 y 1962, renovó su banco en 1963-1967, pero esta vez con el partido fracturado y perteneciente a la Unión Cívica Radical del Pueblo. Posteriormente, durante el gobierno de la Revolución Libertadora se desempeñó como Secretario de Abastecimiento y Policía Municipal de la Capital Federal, como también Secretario de Cultura durante la gestión de Luis María de la Torre Campos. Como diputado nacional fue autor de la ley 15.246, que estableció una reforma en el régimen de jubilaciones con aumentos del 82% y 75% móvil, que se encontró vigente entre 1958 y 1968. Sus mandastos como diputado estuvieron caracterizados por leyes relacionadas con el régimen previsional argentino.